# انرژی آزاد ترمودینامیکی

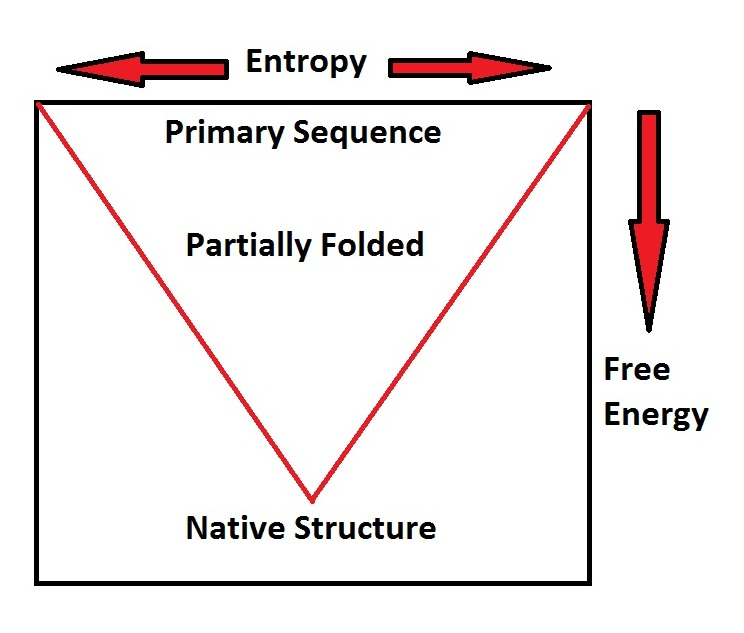
نمودار ارتباط آنتروپی و انرژی آزاد با تاخوردگی پروتئین. پروتئین‌های سه‌بُعدی به‌درستی تاشده (ساختارهای بومی)، انرژیِ آزاد کمتری نسبت به ساختارهای نیمه تاشده یا اولیه دارند.

انرژی آزاد ترمودینامیکی(به انگلیسی: Thermodynamic free energy) مقدار کاری است که یک سیستم ترمودینامیکی می‌تواند انجام دهد. این پارامتر در فرایندهای شیمیایی و گرمایی در علوم پایه و مهندسی کاربرد فراوان دارد. انرژی آزاد ترمودینامیکی مقدار انرژی درونی سیستم منهای مقداری از انرژی سیستم است که توان انجام کار را ندارد. این مقدار غیرقابل استفاده از انرژی به وسیله ضرب آنتروپی در دمای سیستم قابل محاسبه‌است. همچنین این کمیت ترمودینامیکی مانند انرژی درونی و آنتروپی تابع حالت است.